# السيد فوكس الرائع
هو فيلم رسوم متحركة أمريكي صور بتقنية إيقاف الحركة من إخراج ويس أندرسون، والذي شارك في كتابة السيناريو مع السيناريست نوح بومباخ وإنتاج شركة مشاريع ريجنسي، إنديان بانت بروش، وتونتيث سينتشوري فوكس. تم إصدار الفيلم في الولايات المتحدة في 13 نوفمبر 2009 في قاعات محدودة، ثم في 25 نوفمبر 2009 في بقية أنحاء البلاد.
يعد الفيلم اقتباسا عن كتاب ماستر فوكس الرائع للمؤلف روالد دال.

## روابط خارجية
- السيد فوكس الرائع على موقع IMDb (الإنجليزية)
- السيد فوكس الرائع على موقع ميتاكريتيك (الإنجليزية)
- السيد فوكس الرائع على موقع الموسوعة البريطانية (الإنجليزية)
- السيد فوكس الرائع على موقع روتن توميتوز (الإنجليزية)
- السيد فوكس الرائع على موقع نتفليكس (الإنجليزية)
- السيد فوكس الرائع على موقع قاعدة بيانات الأفلام العربية
- السيد فوكس الرائع على موقع ألو سيني (الفرنسية)
- السيد فوكس الرائع على موقع Turner Classic Movies (الإنجليزية)
- السيد فوكس الرائع على موقع أول موفي (الإنجليزية)
- السيد فوكس الرائع على موقع بوكس أوفيس موجو (الإنجليزية)